# Димитриос Котас
Димитър Константинов (Котев) Саров, известен като Димитриос Константину Котас (на гръцки: Δημήτριος Κωνσταντίνου Κώττας), е гръцки юрист.

## Биография
Роден е в костурското село Руля, разположено в областта Кореща. Син е на видния гъркомански андартски капитан Коте Христов и брат на военния Сотириос Котас. След смъртта на баща си, завършва право и в междувоенния период работи като нотариус. По време на германската окупация през септември 1943 година става кмет на Лерин. Умира на 17 март 1944 година.